# Dombaj
Dombaj (in russo Домбай?) è una località russa della Repubblica autonoma della Karačaj-Circassia, nel Caucaso ad una altitudine di circa 1600 m s.l.m.
È una fra le più famose aree sciistiche della Federazione Russa, dal villaggio si scorgono montagne di oltre 3800 m, ghiacciai, cascate laghi e foreste.
Influenzata dal Mar Nero, la località vanta nevicate invernali abbondanti, che si verificano generalmente dal mese di novembre a quello di aprile, con temperature basse ma non eccessivamente rigide (−5 o −8, talvolta −12, talvolta vicino allo zero).
L'estate è fresca, mantenendosi sui 13-15 gradi, con frequenti temporali. Le foreste sono composte da conifere nei loro punti più antichi, mentre le aree più recenti sono coperte da un manto di betulle e pioppi.